# Stanway House
Stanway House est un manoir jacobéen situé près du village de Stanway dans le Gloucestershire, en Angleterre. Le manoir de Stanway appartient à l'abbaye de Tewkesbury pendant 800 ans puis pendant 500 ans à la famille Tracy et à leurs descendants, les comtes de Wemyss et March.
Stanway House, construite à l'origine à la fin du XVIe et au début du XVIIe siècle pour la famille Tracy, est un bâtiment classé Grade I. Les pièces principales se trouvent dans une longue rangée orientée au sud formant un L avec le hall, contrairement au plan habituel d'une maison Tudor d'un hall central. L'aile nord-est, remaniée en 1913 par Detmar Blow, est démolie en 1948. La cour de la cuisine est conçue par William Burn en 1859. La guérite est construite vers 1630. La construction comprend de la pierre jaune de Guiting et des meneaux et pignons jacobéens.
Le propriétaire James Charteris, 13e comte de Wemyss et March, poursuit un programme de restauration depuis plusieurs années. La maison et le terrain sont ouverts au public sur une base limitée chaque été.

## Histoire ancienne
Des archives de 1291 indiquent que le domaine possède trois moulins à grain et un moulin à foulon utilisés pour traiter la laine des nombreux moutons appartenant à l'abbaye. Ce dernier est converti à la fin du XVIIe siècle pour moudre du grain et est aujourd'hui le moulin à eau Stanway.
Une autre source affirme que les travaux de la maison ont commencé vers 1580 sur les ruines d'une ancienne maison Tudor, avec une construction commandée par Paul Tracy, le fils de Richard Tracy. La porte jacobéenne à trois pignons est créée par le fils de Paul, Richard Tracy, en 1630. Les plans d'eau sont probablement ajoutés par John Tracy, qui est le seigneur en 1724-1735.

## Le domaine
Les jardins sont inscrits au registre des parcs et jardins historiques. La brasserie du domaine, un élément élisabéthain original, a récemment été rétablie, avec la permission de Lord Neidpath.

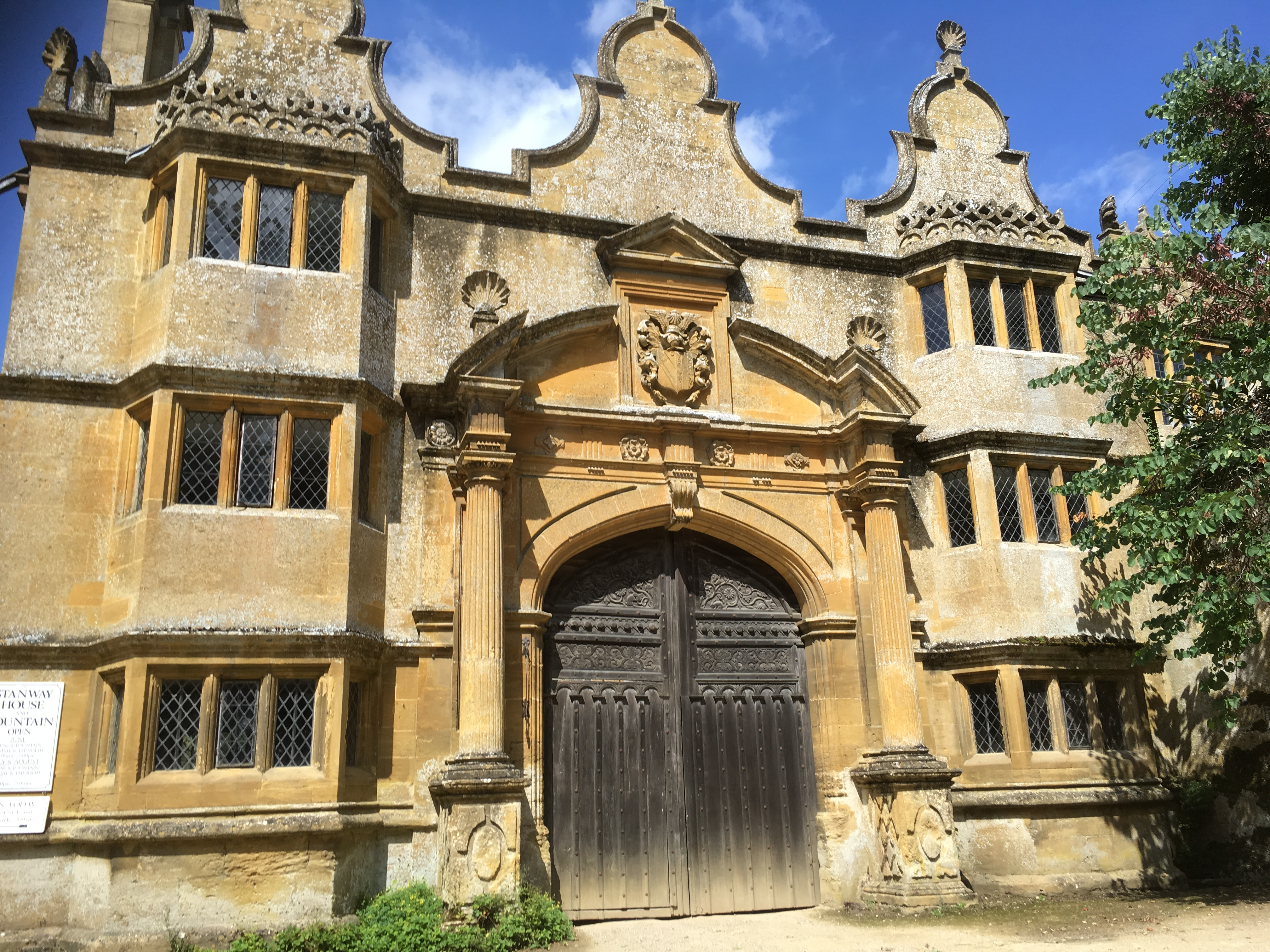
La guérite de Stanway House

Cutsdean Quarry, qui est une réserve naturelle et désignée site clé pour la faune (KWS) dans les Cotswolds, fait partie du domaine Stanway.
J. M. Barrie, créateur de Peter Pan, est un visiteur fréquent pendant les étés des années 1920, jusqu'en 1932.
Le Long Canal est comblé vers 1850 mais est restauré au début des années 2000, étape nécessaire à la création de la fontaine actuelle, qui ne constitue pas un élément original du domaine. L'étang du moulin est dragué et les huit étangs ainsi que la cascade sont  restaurés à peu près en même temps,,,.
L'ancienne grange aux dîmes est construite vers 1370 pour l'abbaye de Tewkesbury et restaurée en 1927. Le moulin à eau du domaine, situé juste à l'extérieur du terrain, est restauré en parfait état de fonctionnement et produit de la farine.

## La fontaine

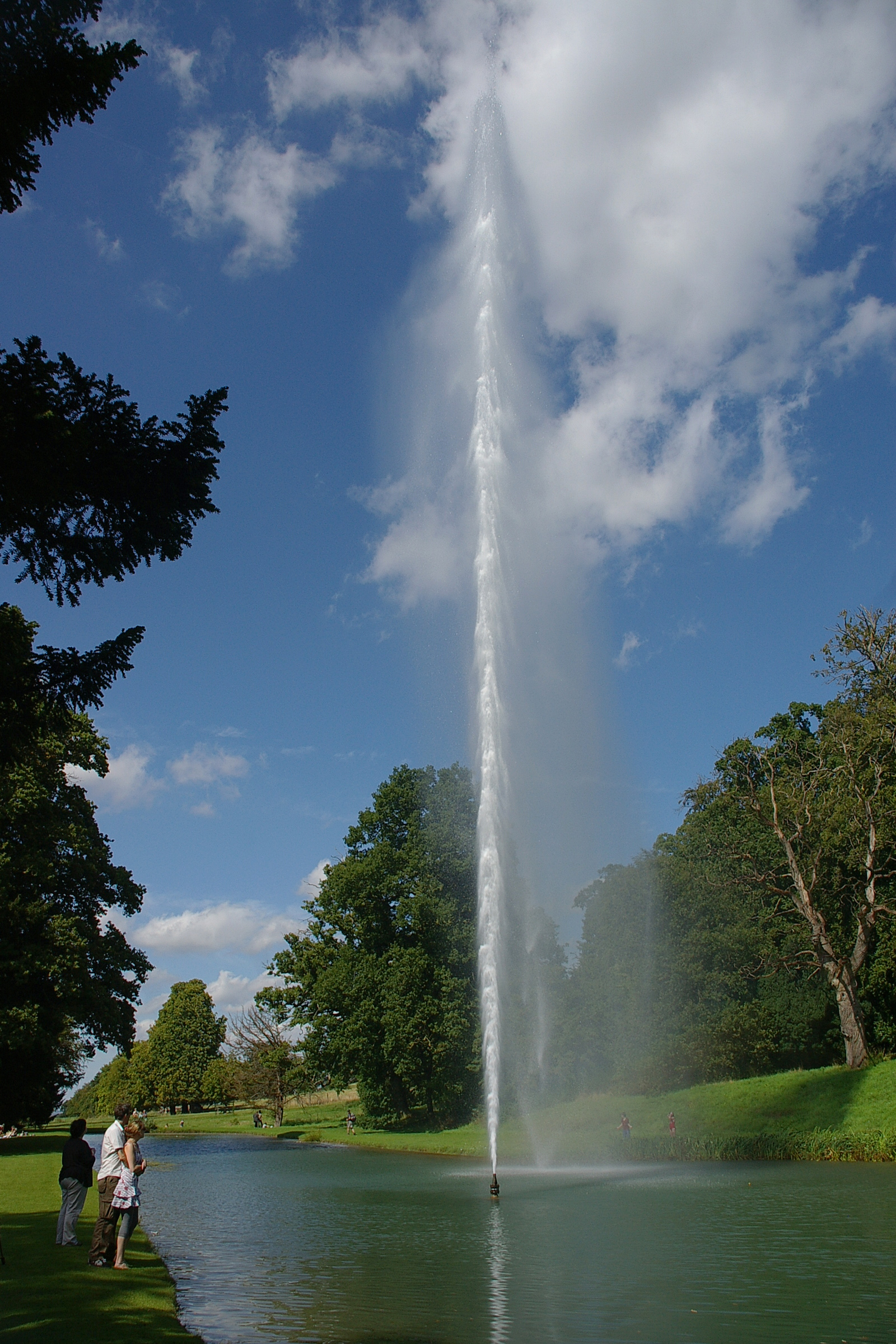
La fontaine

La fontaine Stanway est inaugurée le 5 juin 2004 dans le parc de Stanway House. La fontaine à jet unique, qui s'élève à plus de 300 pieds (91,44 m), est la plus haute fontaine de Grande-Bretagne (suivie de Witley Court à 121 pieds (36,8808 m)), la plus haute fontaine alimentée par gravité au monde (suivie de la Fontaine de la renommée à La Granja de San Ildefonso, Ségovie, Espagne à 153 pieds (46,6344 m)), et la deuxième plus haute fontaine d'Europe, après le Jet d'Eau, de 400 pieds (121,92 m) à Genève, Suisse.

## Usage familial et médias
La maison est la résidence de James Charteris, 13e comte de Wemyss et de son épouse, la réformatrice de la politique en matière de drogue Amanda Feilding. Pendant certains mois d'été, la propriété est ouverte aux touristes.
Dans la série télévisée Jeeves and Wooster, Twing Hall est filmé à Stanway House pour l'épisode « The Purity of the Turf ». Les intérieurs du film Vanity Fair de 2004 y sont tournés. Il est également utilisé pour La Bougie de Noël,. Dans l'épisode 2 de la saison 5 "Le Labyrinthe du Minotaure" du Père Brown, la maison est présentée comme la maison de la famille Malmort, l'emplacement du labyrinthe.
Des parties de l'adaptation télévisée de 1996 d'Emma et Le Libertin sont également tournées ici. En 2015, l'adaptation télévisée de Wolf Hall de Hilary Mantel présente le bâtiment. Le personnage central de Wolf Hall est Thomas Cromwell, qui a des liens historiques avec Stanway House,,.
La maison est largement présente dans le film de 1999 « Le mariage clandestin » avec Timothy Spall et Nigel Hawthorne, basé sur une pièce de David Garrick.